# Zsolt Muzsnay
Zsolt Muzsnay (Cluj-Napoca, 20 giugno 1965) è un ex calciatore rumeno, di ruolo centrocampista.

## Palmarès
- Coppa del Belgio: 1

Anversa: 1991-1992